# Thomas J. Manton
Thomas J. Manton (ur. 3 listopada 1932 w Nowym Jorku, zm. 22 lipca 2006 w Bronxie) – amerykański polityk, członek Partii Demokratycznej.

## Działalność polityczna
Od 1970 do 1984 zasiadał w Radzie Miasta Nowy Jork. W okresie od 3 stycznia 1985 do 3 stycznia 1993 przez cztery kadencje był przedstawicielem 9. okręgu, a następnie do 3 stycznia 1999 przez trzy kadencji przedstawicielem 7. okręgu wyborczego w stanie Nowy Jork w Izbie Reprezentantów Stanów Zjednoczonych.